# Walter Bedell Smith
Walter Bedell Smith (Indianapolis, 5 ottobre 1895 – Washington, 9 agosto 1961) è stato un generale statunitense durante la seconda guerra mondiale. Capo di stato maggiore e principale collaboratore militare del generale Dwight Eisenhower, ebbe un ruolo importantissimo nella conduzione delle operazioni durante la campagna alleata del 1944-1945 sul Fronte occidentale.
Dopo la fine della guerra, fu Direttore della CIA nel periodo 1950-1953.

## Biografia
Iniziò la carriera militare durante la prima guerra mondiale. Tra il 1925 e il 1929 lavorò presso l'ufficio informazioni dell'esercito e all'ufficio del bilancio federale. Nominato capitano nel 1929, fu inviato nelle Filippine. Al rientro in patria seguì un corso nella scuola di fanteria di Fort Benning e un altro presso la scuola del comando superiore di stato maggiore a Fort Leavenworth. Nel 1939 ottenne la promozione a maggiore e fu addetto all'ufficio di stato maggiore dell'esercito. Fu nominato colonnello nel 1941 e maggiore generale nel 1942.

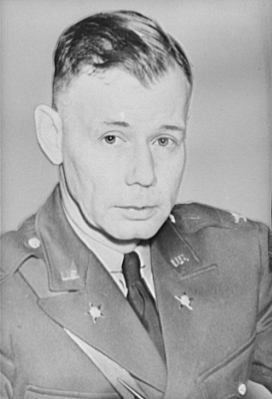
Walter Bedell Smith nel 1942 come capo di stato maggiore del generale Dwight Eisenhower per l'operazione Torch.

Dopo essere stato per alcuni mesi segretario per gli Stati Uniti nella commissione mista dei capi di stato maggiore alleati a Washington, venne trasferito in Europa con l'incarico di capo di stato maggiore del comandante in capo alleato, generale Dwight David Eisenhower. Durante la seconda parte della guerra fu praticamente il direttore amministrativo delle operazioni militari alleate in Europa, guadagnandosi da parte di Churchill il soprannome di bulldog per la sua tenacia e, inoltre, la lode incondizionata di Eisenhower, che lo definì "il migliore capo di stato maggiore che un comandante in capo abbia mai avuto".
Fu presente alla firma dell'armistizio italiano avvenuta a Cassibile il 3 settembre 1943; fu tra i massimi organizzatori dello sbarco in Normandia del giugno 1944 e infine presiedette la cerimonia della firma a Reims della capitolazione tedesca il 15 maggio 1945.
Nel dopoguerra sostituì Averell Harriman quale ambasciatore statunitense a Mosca, dove rimase fino al 1948. Rientrato negli Stati Uniti, prese il comando della prima armata e nel 1950 divenne direttore dell'ufficio controllo delle informazioni militari e poco dopo Direttore della CIA fino al 1953.
Quando nel 1952 Eisenhower divenne presidente degli Stati Uniti, Bedel Smith nel febbraio 1953 assunse la carica di sottosegretario di Stato. Fu il rappresentante americano alla conferenza di Ginevra del 1954 in cui venne concluso un accordo temporaneo per mettere fine alla guerra d'Indocina.
È morto nella capitale americana nel 1961.